# Santa Eulàlia d'Estoll
Santa Eulàlia d'Estoll és una església del municipi de Fontanals de Cerdanya (Cerdanya) protegida com a bé cultural d'interès local. L'església d'Estoll, encara que avui està dedicada a santa Eulàlia de Barcelona, constava dedicada a Sant Jaume. Així, el 2 de juny del 913 el bisbe Nantigís consagrà les esglésies de Sallagosa i de Sant Jaume d'Estoll.
El 1198 entre les malifetes dels partidaris del Comte de Foix i Arnald de Castellbó, s'hi troba Estoll, d'on s'emportaren tot allò bo que hi trobaren. La nau flanquejada per quatre petites capelles laterals, és espaiosa i amb volta de canó. Està tota enguixada i és molt alta. La porta és de mig punt i no té cap mena d'ornamentació.
A la dreta de la porta hi ha l'escala exterior que puja al campanar, el qual és poc alt, quadrat i piramidal.